# José Carlos da Costa Araújo
José Carlos da Costa Araújo, conosciuto come Zé Carlos (Rio de Janeiro, 7 febbraio 1962 – Rio de Janeiro, 24 luglio 2009), è stato un calciatore brasiliano, di ruolo portiere.
Ha giocato per anni nel Flamengo ed ha ricoperto il ruolo di portiere di riserva nella Nazionale di calcio brasiliana.

## Carriera

### Club
Al principio della sua carriera, Zé Carlos ha giocato nell'Americano e per il Rio Branco. Nel 1984 il portiere viene messo sotto contrattato dal Flamengo, che lo schiera da titolare dal 1986 al 1991.
Nel 1991, con l'arrivo di Gilmar, perde il posto da titolare al Flamengo e decide di lasciare il club. Dopo aver abbandonato il club di Rio de Janeiro, si trasferisce per un breve periodo di tempo alla formazione belo-horizontina del Cruzeiro prima di trasferirsi in pianta stabile al Vitória de Guimarães. La sua carriera in Portogallo prosegue con le maglie di Farense e Felgueiras.
Tornato in Brasile nel 1996, viene nuovamente contattato dal Flamengo, con la maglia del quale realizza anche un gol su calcio di rigore. Nella parte finale della sua carriera, gioca per XV de Piracicaba, América-RJ e Tubarão, squadra con la quale si ritira.

### Nazionale
Durante le qualificazioni a Italia 1990 ha giocato due partite, subendo una rete e successivamente viene aggregato alla squadra come terzo portiere, in qualità di riserva di Taffarel e Acácio.

## Dopo il ritiro
Dopo essersi ritirato dal calcio giocato, nel 2006 è stato dirigente dell'América-RJ.
È deceduto nel 2009 a 47 anni a causa di un tumore addominale.

## Palmarès

### Club

#### Competizioni statali
- Campionato Carioca: 3

Flamengo: 1986, 1991, 1996
- Taça Guanabara: 3

Flamengo: 1988, 1989, 1996
- Taça Rio: 4

Flamengo: 1985, 1986, 1991, 1996

#### Competizioni nazionali
- Coppa del Brasile: 3

Flamengo: 1990

### Nazionale
- Coppa America: 1

Brasile 1989
- Argento olimpico: 1

Seul 1988